# Laugen-Melaun-Kultur
Die Laugen-Melaun-Kultur ist eine spätbronzezeitliche und früheisenzeitliche Kulturgruppe in den Alpenregionen Trentino (bis Rovereto), Münstertal, Süd- und (zunächst) Osttirol sowie einem Teil des Unterengadins unterhalb des Reschenpasses. Benannt wurde sie nach Fundorten im Eisacktal, an denen entsprechende Artefakte zu Tage kamen: dem kleinen Laugensee zwischen Natz und Elvas sowie der Ortschaft Mellaun (früher Melaun geschrieben) bei Brixen.

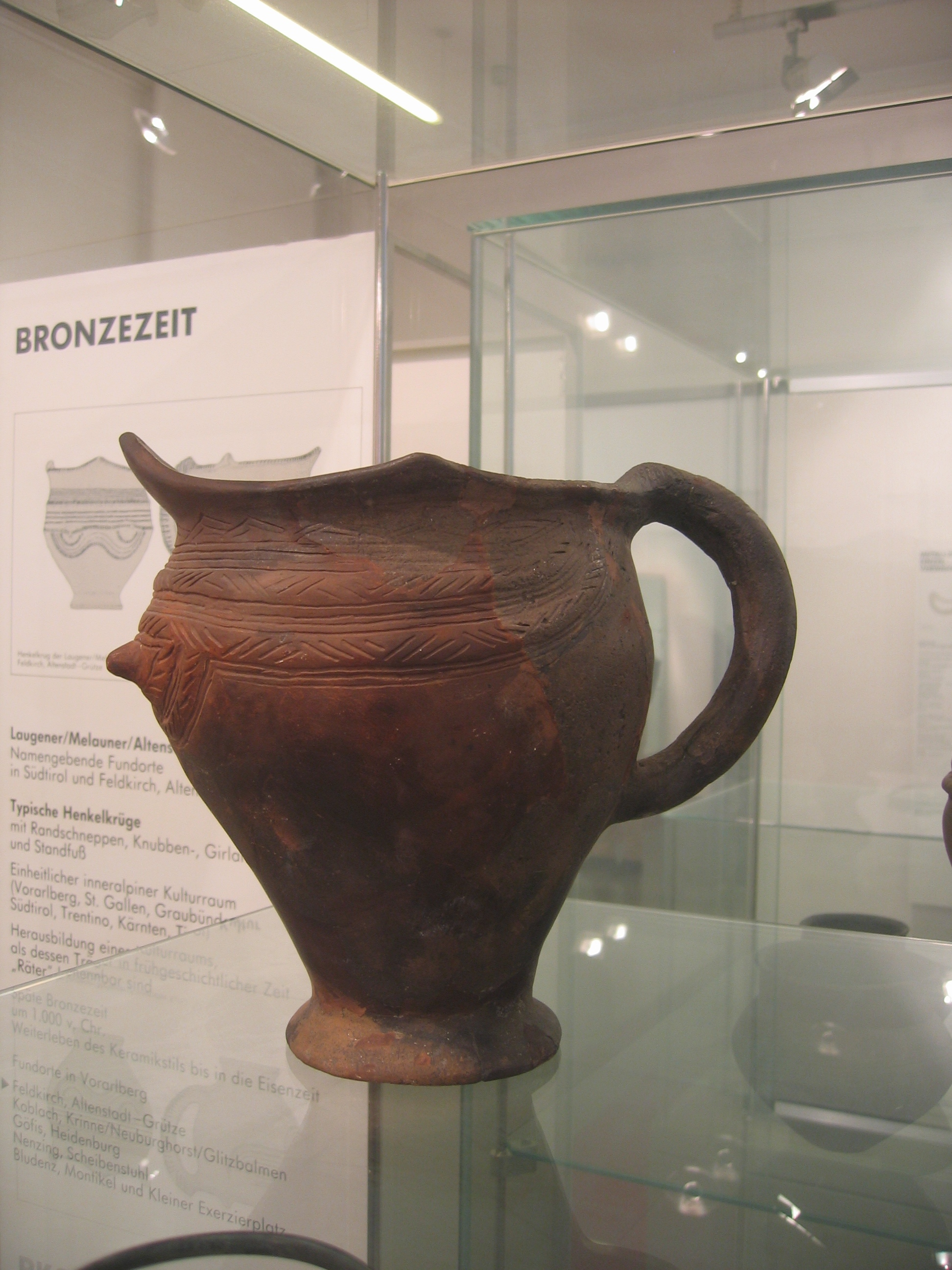
Krug der Laugen-Melaun-Kultur aus Feldkirch, Österreich

## Entstehung
Die Laugen-Melaun-Kultur entstand im Verlauf des 14. Jahrhunderts v. Chr. im Zuge der kulturellen Umwälzungen in Europa, die sich in Mitteleuropa abzeichneten und zur Ausbildung der Urnenfelderkultur führten. Dabei kam es für ungefähr 300 Jahre zu Bevölkerungsverschiebungen. Manche Gruppen erreichten das Mittelmeer und die alten Kulturvölker nahmen Kenntnis von ihnen. Benannt ist die Urnenfelderkultur nach dem plötzlich auftretenden Brauch, die Verstorbenen nicht mehr in großen, steinernen Familiengräbern zu bestatten, sondern die Leichen zu verbrennen und die Asche in Urnen zu füllen. Hinter diesem Wandel müssen neue religiöse Vorstellungen gesteckt haben.

## Merkmale

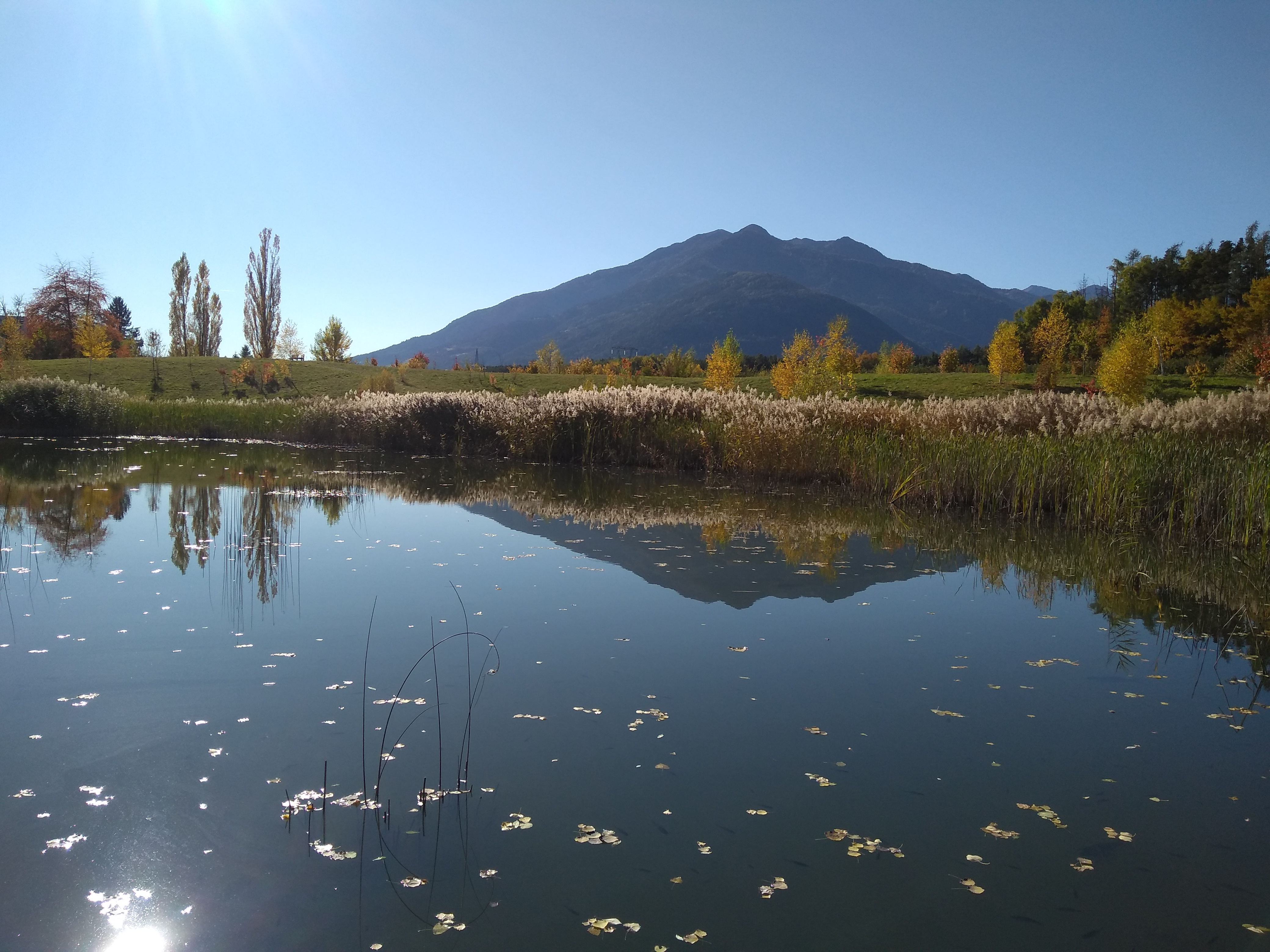
Blick über den namensgebenden Laugen, an dessen Seeufer Funde der Kultur zu Tage traten

Südlich des Alpenhauptkammes finden wir ab etwa 1350/1250 v. Chr. eine Kultur, die nach zwei wichtigen Fundorten bei Brixen Laugen-Melaun-Kultur genannt wird.
Mit dem Beginn der Laugen-Melaun-Kultur findet sich eine Keramik von besonderer Qualität und zahlreichen neuen Formen, darunter auch aufwendig verzierte Krüge. Dass das Etschtal und seine Seitentäler von einem fremden Volk erobert worden wären, kann man aus den archäologischen Quellen nicht ablesen, denn die meisten Siedlungen z. B. in Eppan, die es in der mittleren Bronzezeit gegeben hat, wurden weiterhin bewohnt. Möglicherweise ist nur eine neue Oberschicht eingewandert, die neue kulturell-religiösee Impulse mitgebrachte.
Neu waren nicht nur die Keramik und die Brandbestattung in Urnen, auch die Anlage spezieller Heiligtümer, manchmal in völliger Abgeschiedenheit, ist zu beobachten. Diese Heiligtümer sind manchmal aufgetürmte Steinkegel, manchmal liegen sie auf Bergspitzen, manchmal in der Nähe der Gewässer. Immer hatten sie mit dem Verbrennen von Opfergaben zu tun. Deshalb werden sie als Brandopferplätze bezeichnet. Dort scheinen auch Feste stattgefunden zu haben, denn für diese Plätze sind Haufen von zerschlagener Keramik typisch. Besonders auffallend sind die vielen Krüge und Schalen. Aus diesem Grund kann man vermuten, dass um 1300 v. Chr. der Wein bei kultischen Feiern eine bestimmte Rolle spielte. Neben den Metallen war vor allem der Wein der bedeutendste Handelsfaktor im Etschtal.

## Weitere Entwicklung
Vom 13. bis zum 11. Jahrhundert (Spätbronzezeit) florierte die Laugen-Melaun-Kultur noch durch den Abbau des für die Bronzeherstellung benötigten Kupfererzes (reiche Grabbeigaben, „Laugen-Melaun A“, auch in Osttirol) und litt mit dem Aufkommen des Eisens im Umland ab ca. 1000 („Laugen-Melaun B“, Osttirol wendet sich dem Ostalpenraum zu, vgl. Fundort Breitegg). Im 8. Jahrhundert nimmt der Gebrauch von Eisen auch lokal zu, die entsprechende Stufe „Laugen-Melaun C“ schließt sich jedoch nicht der nördlichen Hallstattkultur an. Erst unter mediterranem Einfluss (Höhepunkt der etruskischen Kultur auch in der Poebene, Griechen bei den Seealpen, Veneter, reger transalpiner Handelsverkehr) bildet sich die Laugen-Melaun-Kultur im späten 6. Jahrhundert in die Fritzens-Sanzeno-Kultur um und verschmilzt mit der nördlich angrenzenden Inntalkultur, die bis dahin Bestandteil der Hallstattkultur war. Keramik im Laugen-Melaun-Stil findet sich seit 1200 v. Chr. auch im Gebiet der sonst anders geprägten Alpenrheintalgruppe, jedoch aus lokaler Fertigung, und noch im Sarganserland.